# نبقية
الفصيلة النَّبْقِيَّة أو السِّدْرِيَّة أو النبقيات (باللاتينية: Rhamnaceae) فصيلة نباتية تضم عدة أجناس جنبية أو شجرية.

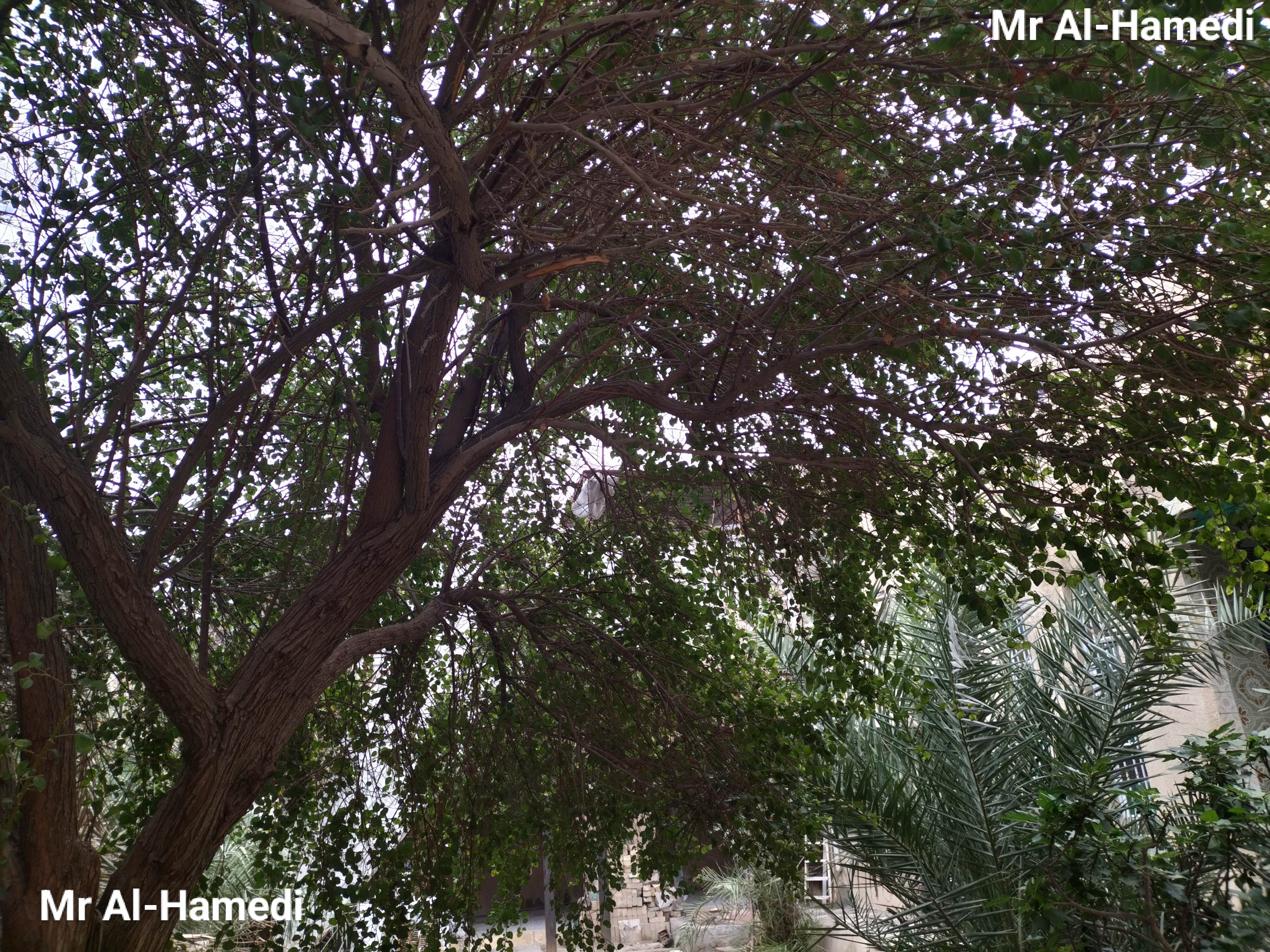
شجرة النبق متفرعة، من الأسفل، في العراق.

## من أجناسها
- السدر (باللاتينية: Rhamnaceae): يضم نحو 100 نوع من الأشجار والشجيرات.
- الشبهان (باللاتينية: Paliurus):
- النبق (باللاتينية: Rhamnus):

## معرض صور

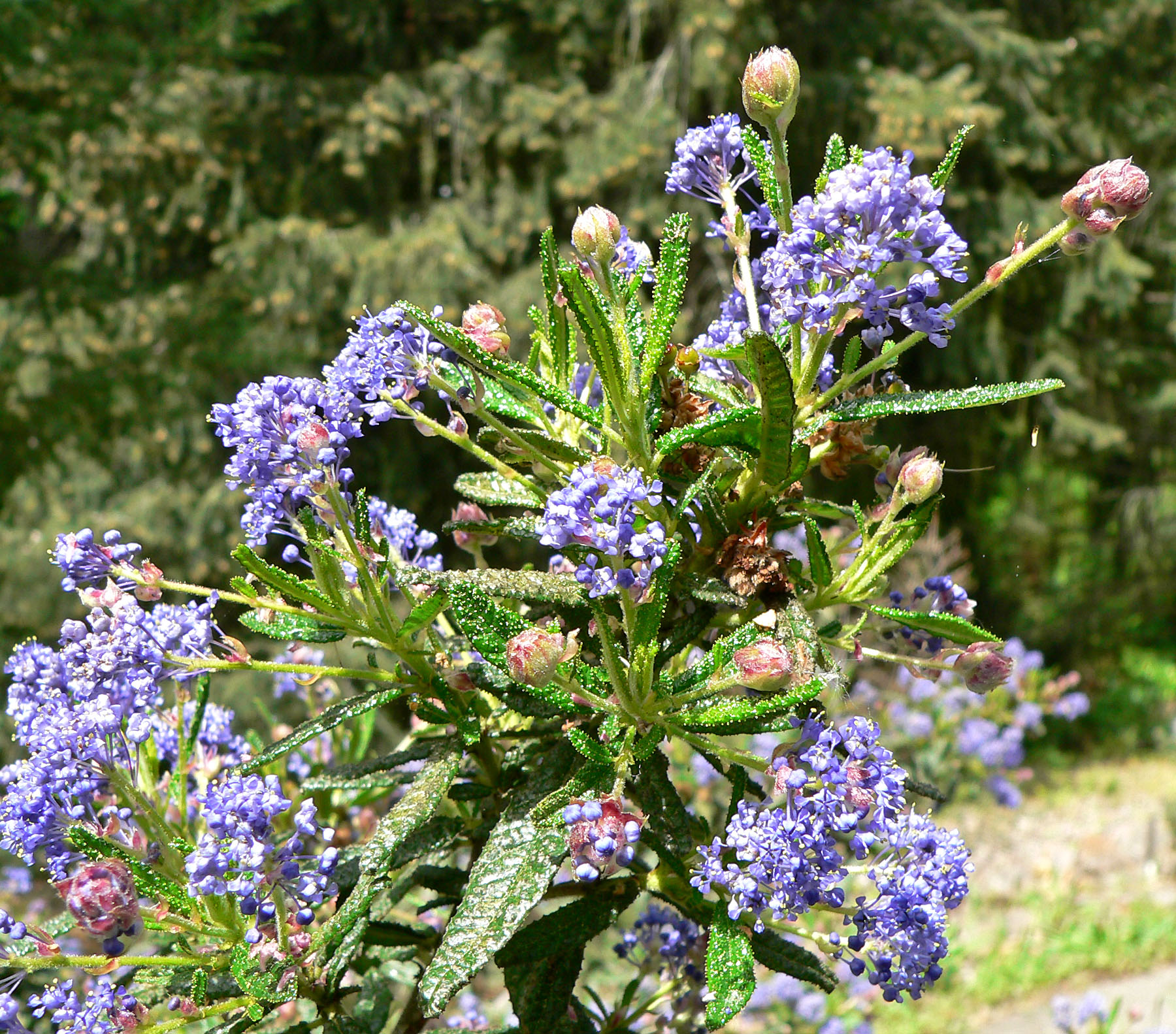
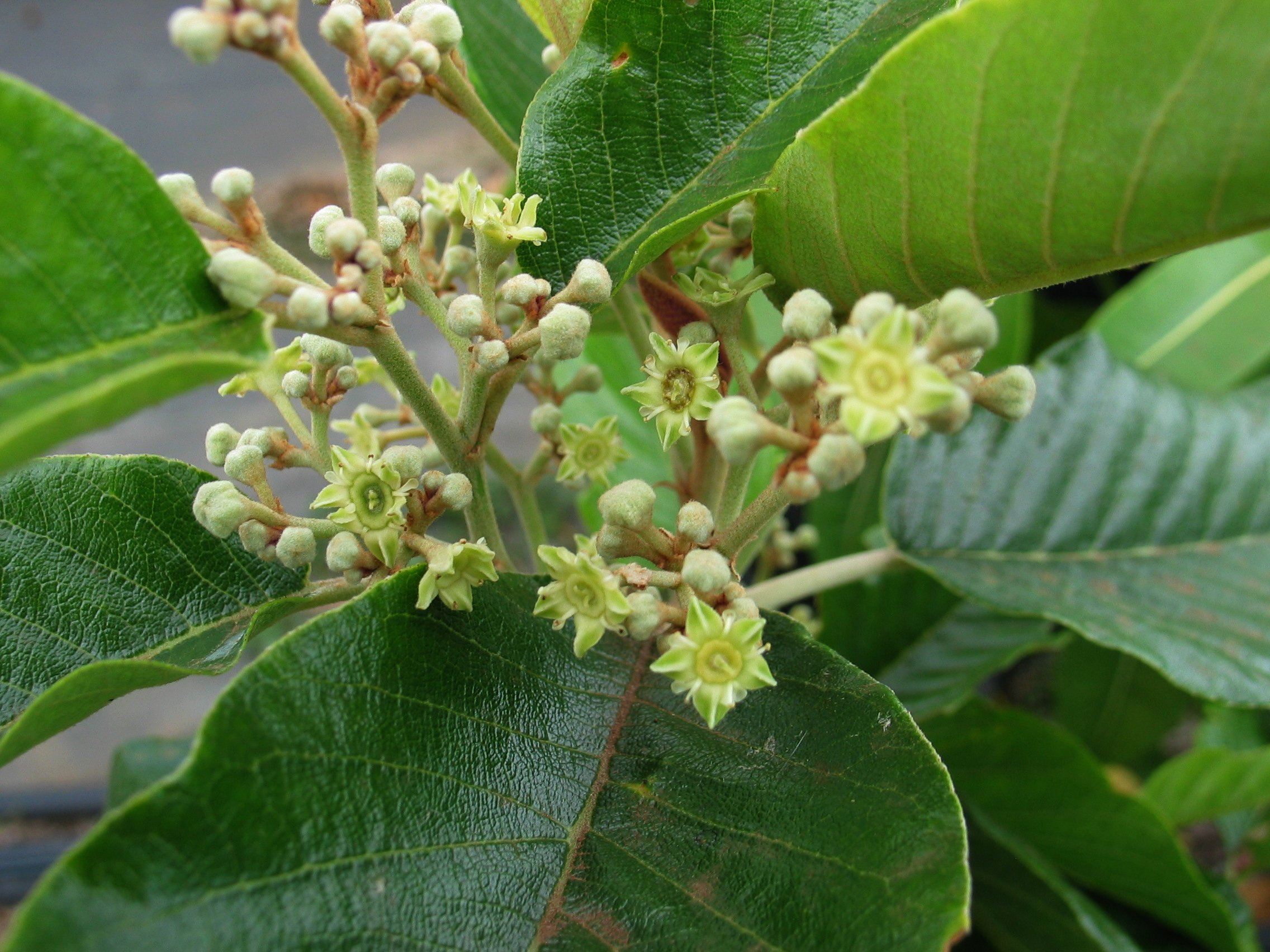
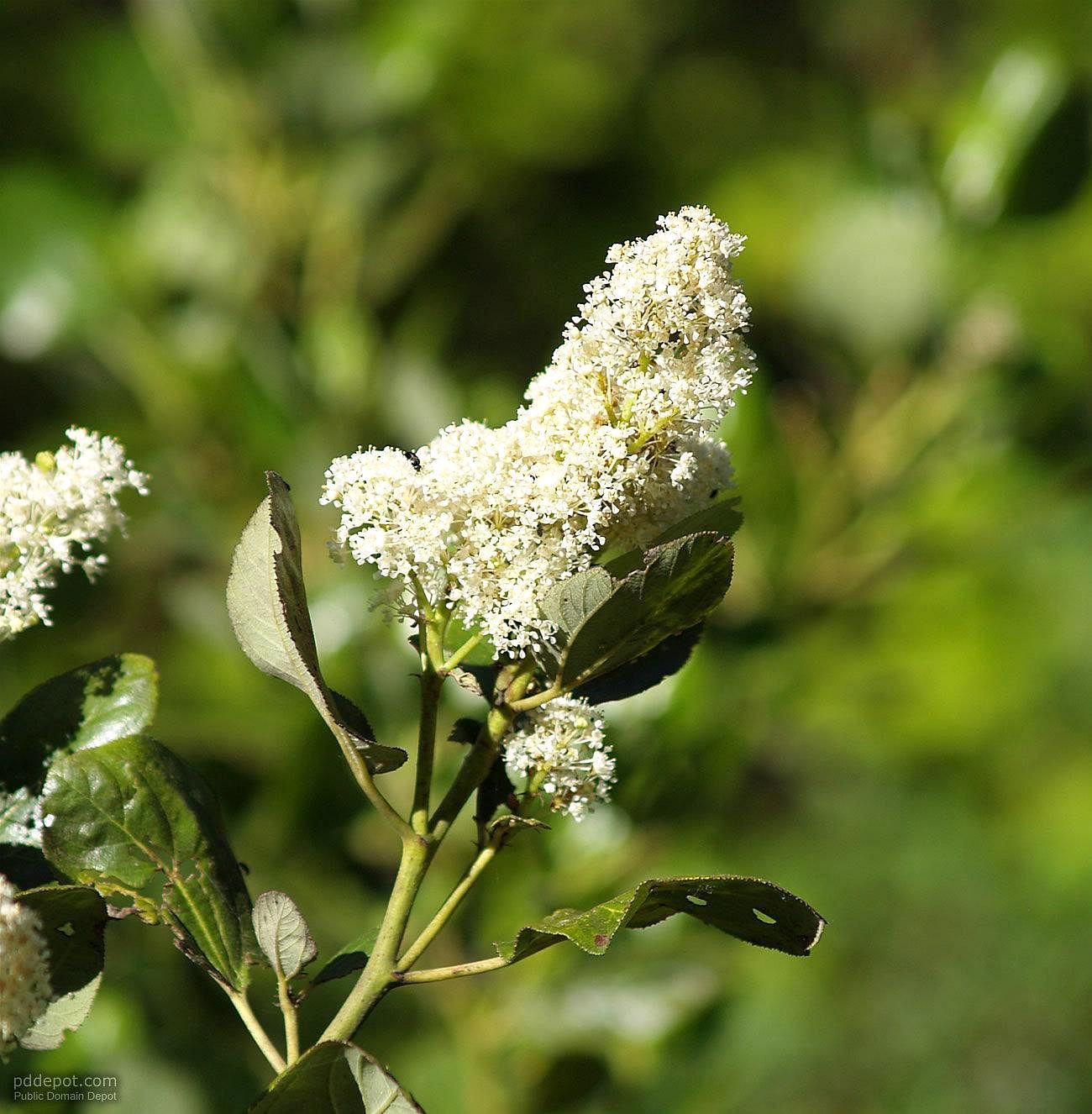